# بنجامين إف. كرامر
بنجامين إف. كرامر هو سياسي أمريكي، ولد في 5 مارس 1957 في ويتون في الولايات المتحدة. نشط حزبياً في الحزب الديمقراطي. وقد انتخب عضو مجلس ولاية ماريلند ‏ (9 يناير 2019 – ) وانتخب عضو مجلس النواب لولاية ماريلند ‏ (10 يناير 2007 – 9 يناير 2019).